# Odín

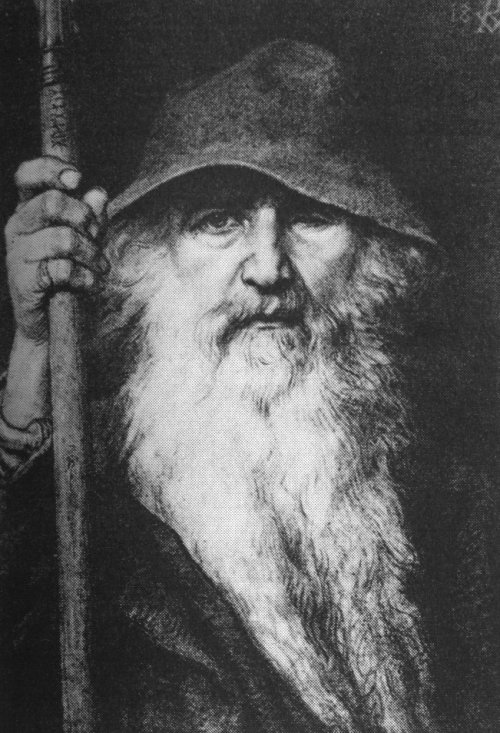
Ilustración de 1886 de Odín por Georg von Rosen

Odín (nórdico antiguo Óðinn), con paralelos en el alto-alemán antiguo Wuotan, en el langobardo Godan, en el bajo-alemán antiguo Wôdan, en anglosajón Wóden y en el protogermánico Wotan es considerado el dios principal de la mitología nórdica, así como de algunas religiones etenas.
Su papel, al igual que el de muchos dioses nórdicos es complejo. Es el dios de la sabiduría, la guerra y la muerte, pero también se le considera, aunque en menor medida, el dios de la magia, la poesía, la profecía, la victoria y la caza.
Odín reside en el Asgard, en el palacio de Valaskjálf, que construyó para sí y donde se encuentra su trono, el Hliðskjálf, desde donde podía observar lo que sucedía en cada uno de los nueve mundos. En la batalla blandía su lanza, llamada Gungnir, y montaba su corcel de ocho patas, llamado Sleipnir.
Era hijo del áss Bor y de la gigante Bestla, hermano de Vili y Ve, esposo de Frigg y padre de muchos de los dioses tales como Thor, Meili, Balder, Hodr, Hermodr Týr, Heimdall, Vidar y Váli. En la poesía escáldica se hace referencia a él con infinidad de kenningar y uno de los que se utiliza para mencionarlo es Allföðr («padre de todos»).
Como dios de la guerra, se encargaba de enviar a las valquirias a recoger a los guerreros heroicos muertos en batalla, los einherjer, que se sientan a su lado en el Valhalla, donde preside los banquetes. Al final de los tiempos Odín guiará a los dioses y a los hombres contra las fuerzas del caos en la batalla del fin del mundo, el Ragnarök. Ahí el dios será asesinado y devorado por el feroz lobo Fenrir, a quien Vidar matará inmediatamente, desgarrará sus fauces y colocará un pie en su garganta.

## Etimología

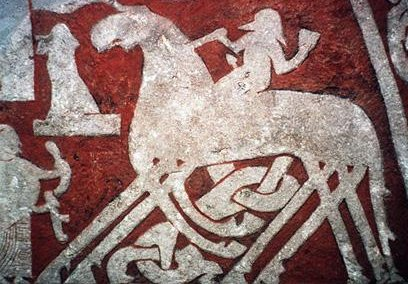
La estela rúnica de Tjängvide muestra a Odín entrando al Valhalla cabalgando sobre Sleipnir

Odín representa la evolución de la deidad protogermánica *Wōđinaz o *Wōđanaz, cuyo nombre derivó en Óðinn (nórdico antiguo) y en Woden (anglosajón).
El cronista germano Adán de Bremen (1050-1085), en su obra Gesta Hammaburgensis ecclesiae pontificum, hace referencia al dios que adoraban los nórdicos del siglo XI como «Wodan id est furor» (‘Wodan, que significa furor’).
Una alternativa etimológica obsoleta a la cual se adhirieron muchos de los primeros escritores, incluido Cornelius Agrippa (1486-1535) en su Libri tres de occulta philosophia, es darle la misma raíz que la palabra "god" (dios), de su forma protogermánica *ǥuđ-. Según la mayoría de los académicos,[cita requerida] esta no es una teoría sostenible, excepto para el nombre lombardo Godan, que puede tener sus raíces en *ǥuđanaz.
Óðinn está relacionado con la palabra óðr, que en nórdico antiguo tiene dos significados. Como adjetivo significa ‘loco, frenético, furioso o violento’, y es cognado de la palabra anglosajona wōd.
El sustantivo significa ‘mente, sabiduría, alma o sensibilidad’ y ‘canción o poesía’ y es cognado con la palabra anglosajona wōþ.
En palabras compuestas, óð- significa ‘violentamente enérgico’ (por ejemplo, óð-málugr significa ‘hablar de manera violenta o muy excitado’).

## Características

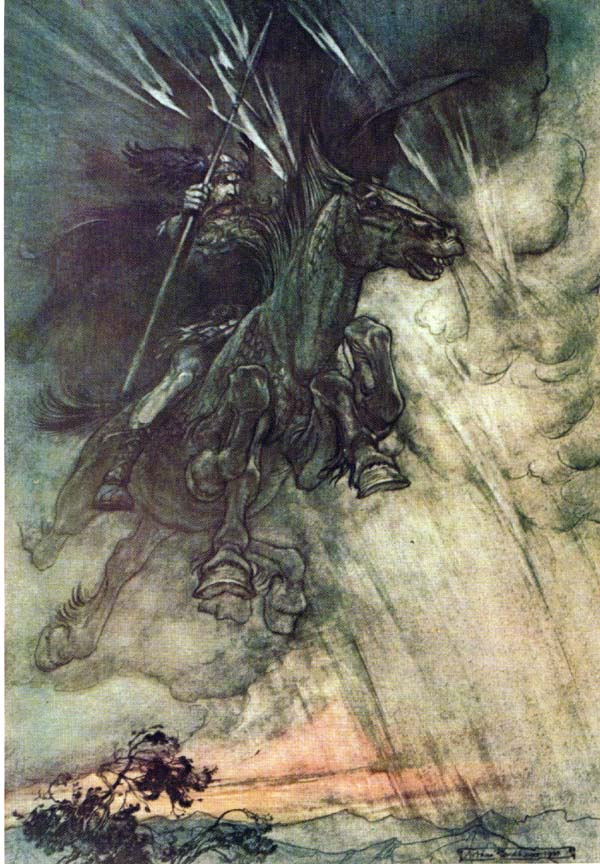
Ilustración de Odín por Arthur Rackham para la ópera Die Walküre de Richard Wagner

Odín es una deidad ambivalente. Las connotaciones nórdicas antiguas de la edad vikinga para Odín están relacionadas con "la poesía y la inspiración" así como con "la furia y la locura".
Es el dios del conocimiento. Sacrificó su ojo izquierdo en el Pozo de Mimir, para de este modo poder acceder a la sabiduría infinita y conocerlo todo (menos el futuro) y era quien daba a los poetas valerosos el hidromiel de la inspiración hecha por los enanos, de la vasija llamada Óð-rœrir.
Sin embargo, otra interpretación sugiere a un personaje egoísta, puesto que en los relatos mitológicos de las Eddas se menciona que Wotan obtiene conocimiento de las runas después de sacrificarse en el árbol del mundo Yggdrasil y ese conocimiento se lo guarda para sí mismo y no lo comparte con nadie más. En el Hávamál se menciona claramente que conoce una serie de conjuros rúnicos, los cuales mantiene en secreto, aunque otras fuentes dicen que los compartió con los humanos que residían en Midgard para, de esa manera, conseguir que usaran las runas para comunicarse con los dioses. De la misma forma, al sacrificar un ojo en el Pozo de Mimir, el conocimiento que obtiene es solo para él, para poder convertirse en el máximo dios, pero dichos conocimientos no los comparte con nadie.
También es asociado con el concepto de la cacería salvaje, Asgardreid, un estrepitoso y rugiente movimiento a través del cielo, donde lidera las huestes de los guerreros muertos.
En consistencia con esto, Snorri Sturluson, en la Edda prosaica, describe a Odín dándole la bienvenida a los guerreros que han muerto heroicamente en batalla, en su residencia, el Valhalla, que interpretado literalmente significa "salón de los muertos en combate" donde pueden beber, comer y luchar hasta que llegue el Ragnarök, donde lucharán junto a Odín.
Además es el dios de la guerra, apareciendo a través de muchos mitos nórdicos como quien traía las victorias. En las sagas nórdicas, Odín a veces actúa como un instigador de conflictos bélicos, y se decía que era capaz de comenzarlos con tan solo arrojar su lanza, Gungnir. También enviaba a las valquirias para influir en las batallas y obtener el resultado que deseaba. En ocasiones podía aparecer en los campos de batalla como el líder de los nórdicos, llevando en los hombros dos cuervos, llamados Hugin y Munin («pensamiento» y «memoria» respectivamente), y acompañado por dos lobos, llamados Geri y Freki.
Odín está asociado a las trampas y engaños. Es un transformista, capaz de alterar su forma a gusto. Se relata que viajó por la tierra como un hombre viejo, tuerto, con barba gris, usando un sombrero de ala ancha y con un abrigo azul oscuro. También realiza prácticas mágicas, como lo es el seid.
Aunque en las Eddas haya historias de un Odín tramposo y codicioso, también las hay de un dios sabio y justo. De esa manera, se demuestra la diferencia de que los dioses nórdicos son como los humanos, con sus virtudes y defectos.

## Sabiduría
Siendo uno de los dioses más antiguos, creador del mundo y de los hombres, Odín es el señor de la sabiduría, experto en todas las cosas desde el principio de los tiempos. Ha aprendido todas las artes y luego los hombres han aprendido de él. Entre los muchos epítetos de Odín, muchos hacen referencia a su gran sapiencia, y ha sido llamado Fjölnir y Fjölnsviðr («gran sabio»), Sanngetall («quien intuye la verdad»), Saðr o Sannr («quien dice la verdad»), Forni («conocedor de lo antiguo») y Fornölvir («sacerdote antiguo»).

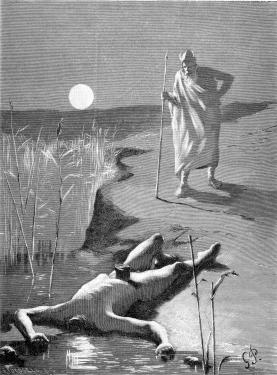
Odín observa el cuerpo decapitado de Mímir. Ilustración para la edición sueca de la Edda poética de Fredrik Sander.

La sabiduría de Odín es fruto del conocimiento, la magia y la poesía, todo a la vez. Es conocedor de los misterios de los nueve mundos y de sus orígenes, pero también del destino de cada uno de los hombres, así como de su propio destino y el del universo.
Odín disfruta compitiendo en discusiones con los individuos más sabios. Bajo el disfraz de Gágnraðr ("victoria"), arriesgó su vida cuando el gigante Vafþrúðnir, cuya erudición era ampliamente reconocida, lo desafió en un duelo de sabiduría sobre el pasado, el presente y el futuro del mundo. El gigante contestó rápidamente a todas las preguntas, pero Gágnraðr al final preguntó qué fue lo que el dios Odín susurró al oído de su hijo Balder en su pira funeraria. Vafþrúðnir, en este punto, reconoció la identidad de Odín, ya que una regla era que quien hacía una pregunta debía conocer la respuesta, y esta respuesta era conocida solamente por el propio dios. Así, el gigante perdió el duelo.
En otra ocasión, haciéndose pasar por un hombre llamado Gestumblindi («huésped ciego»), el dios desafió a un rey llamado Heiðrekr, a un duelo de adivinanzas. Tras una serie de preguntas que ambos contestaron sin dificultad, Odín realizó la misma pregunta que había hecho a Vafþrúðnir. Ante esta pregunta, el rey intentó matarlo, pero el dios escapó bajo la forma de un halcón.
Odín se aventuró hasta el Pozo de Mimir, cerca de Jötunheim, la tierra de los gigantes bajo la apariencia de un caminante llamado Vegtamr. Mímir, que vigilaba el pozo, para permitirle beber de este le pidió que sacrificara su ojo izquierdo, siendo esto un símbolo de su voluntad por obtener el conocimiento. Mientras bebía vio todo el sufrimiento y los problemas que los hombres y los dioses deberían soportar, pero también vislumbró por qué era necesario que esto sucediera.
El sacrificio del mayor de todos los dioses es un tema recurrente en la mitología nórdica. A este respecto cabe mencionar que también Tyr sacrificó su mano para así poder encadenar a Fenrir. El ojo de Odín permanece en el fondo de dicha fuente, de la cual el mismo Mímir bebe cada día. De aquella mutilación autoinfligida derivan los epítetos de Bileygr ("tuerto") y Báleygr ("ojo faltante"). Odín conserva la cabeza de Mimir, que fue decapitado por los Vanir durante su enfrentamiento con los Æsir, y logra hacerla hablar por medio de la magia, siendo una fuente inagotable de conocimientos que le revela las noticias de lo que sucede alrededor del mundo.
| Allt veit ek, Óðinn, hvar þú auga falt, í inum mæra Mímisbrunni -; Drekkr mjöð Mímir morgun hverjan af veði Valföðrs. Vituð ér enn eða hvat? | 29 Sé dónde, Odín, ocultó su ojo, profundo en la famosa fuente de Mímir -; Mímir bebe hidromiel cada mañana de la prenda pagada por Valföðr (Odín). ¿Podrías saber más? |
| Edda poética - Völuspá, estrofa 29 | |

### Runas
Odín conoce el secreto de las runas. Estas son la lengua de los poetas y los caracteres tallados en madera y piedra; las hojas de las espadas, los vasos de los caballos y son el origen de todo conocimiento y de cada fuerza. Odín obtiene estos conocimientos convirtiéndose en el primer Erilaz, o «sabio de las runas».
De hecho, para aprender el arte de las runas y de la adivinación, se colgó de un árbol llamado Yggdrasil, atravesado por su lanza durante nueve días y nueve noches, en un sacrificio que se ofreció a sí mismo.
Según Hávamál, 138, en la sección conocida como Rúnatal:
| Veit ek, at ek hekk vindga meiði á nætr allar níu, geiri undaðr ok gefinn Óðni, sjalfr sjalfum mér, á þeim meiði, er manngi veit, hvers af rótum renn. Við hleifi mik sældu né við hornigi, nýsta ek niðr, nam ek upp rúnar, æpandi nam, fell ek aftr þaðan. | 138 Sé que colgué en un árbol mecido por el viento nueve largas noches herido con una lanza y dedicado a Odín, yo ofrecido a mí mismo, en aquel árbol del cual nadie conoce el origen de sus raíces. No me dieron pan, ni de beber de un cuerno, miré hacia lo hondo, tomé las runas las tomé entre gritos, luego me desplomé a la tierra. |
| Edda poética - Hávamál, estrofa 138 | |

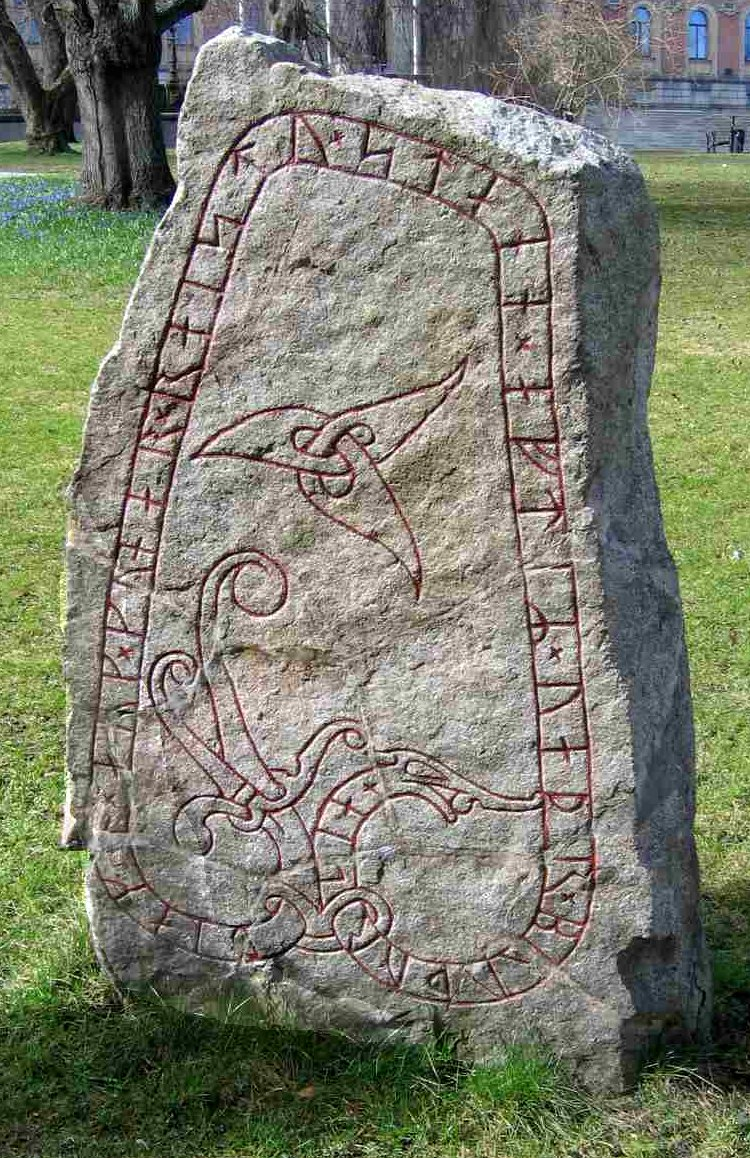
Estela rúnica de Funbo, del, en Upsala, Suecia

| Rúnar munt þú finna ok ráðna stafi, mjök stóra stafi, mjök stinna stafi, er fáði fimbulþulr ok gerðu ginnregin ok reist hroftr rögna. | 142 Conoce las runas y aprende los signos, los caracteres de mucha fuerza, los caracteres de mucho poder, que tiñó el tulr supremo (Odín). y los altos poderes hicieron y el señor de los dioses (Odín) grabó. |
| Edda poética - Hávamál, estrofa 142                                                                                                   | |

### Poesía

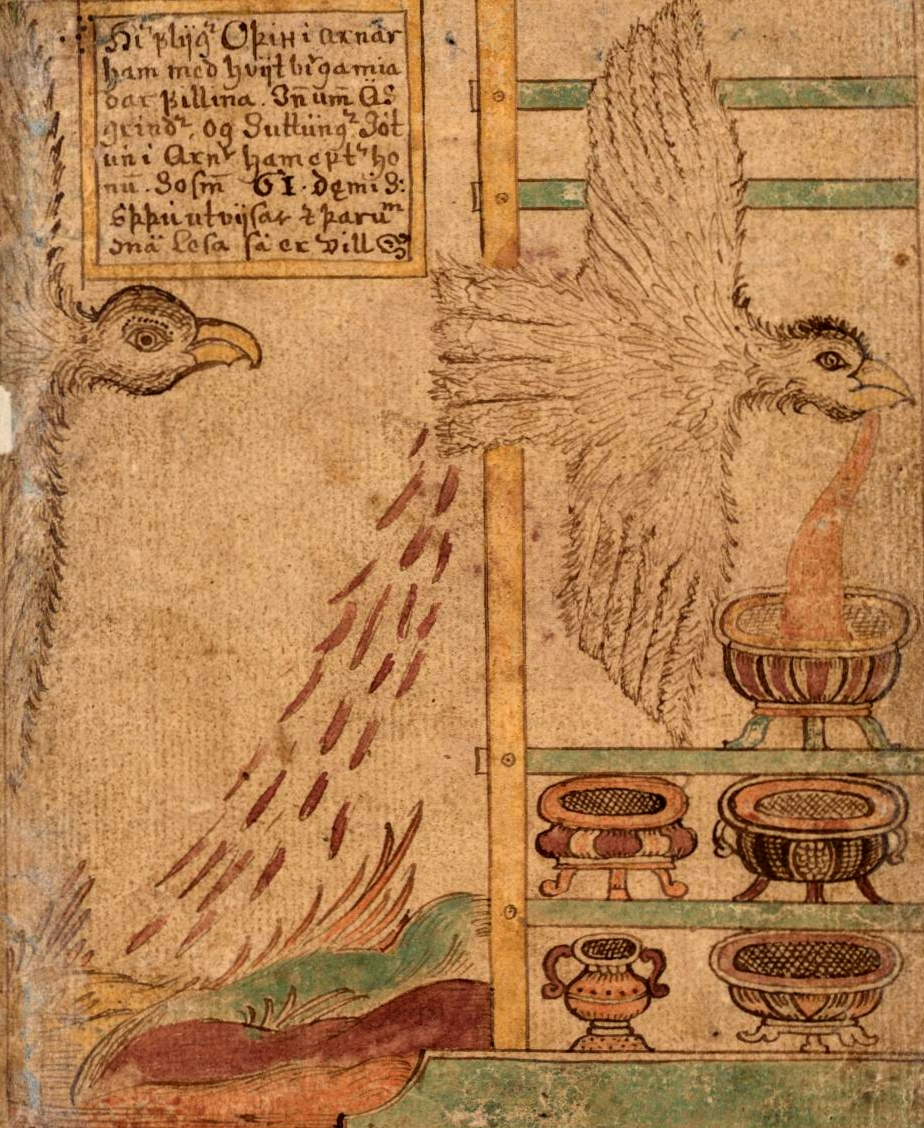
Odín roba el hidromiel de la poesía y escapa de Suttung, ambos hechos bajo la forma de un águila. Ilustración de un manuscrito islandés del.

La furia espiritual que caracteriza a Odín no solo se manifiesta en la batalla sino que también se ve reflejada en las composiciones literarias. Es por este motivo por el que Odín también es considerado el dios de los poetas.
Se dice que siempre habla en verso y que fue él quien inició el arte de la poesía en Europa del Norte. La poesía es considerada un poder sobrenatural cercano a la magia, ya que la calidad del poeta que improvisaba estaba reflejada en su capacidad de predicción, lo cual no era lejano a la labor que realizaba un mago.
Según lo relata Hávamál, Odín trabajó como ayudante de la granja de Baugi durante un verano para conseguir el hidromiel de la poesía que su hermano, Suttung, había obtenido de los enanos. Este la había escondido en el centro de una montaña con su hija Gunnlod como guardiana. El dios trabajó en la granja hasta que supo dónde se encontraba el hidromiel, luego sedujo a la hija de Suttung para que le permitiese beber un sorbo y cuando por fin tuvo acceso al hidromiel lo bebió de golpe, se transformó en un águila y escapó. El hidromiel de la poesía junto con el conocimiento de las runas le dotó de su capacidad poética. Cuando robó el hidromiel, parte fue derramada hacia la tierra y esto dio a los hombres la habilidad del canto.

### Magia
Odín es el dios de la magia.
Según la saga de los Ynglings, había aprendido los misterios del seid de la diosa Vanir y la völva Freyja, a pesar de las connotaciones poco guerreras que tenía el uso de la magia.
En el Lokasenna, Loki acusa a Odín de la práctica de seid, condenándolo como un arte que no era considerado propio de un hombre. Snorri explica que una justificación para esta acusación puede encontrarse en la saga de los Ynglings, en donde el practicante de seid era considerado un individuo débil.

## Guerra
De todas las figuras de la mitología nórdica que poseen el carácter de divinidad guerrera, Odín se caracteriza por ser a veces llamado Sigrföðr («padre de la victoria»), ya que es la entidad que decide la suerte de las batallas y quién saldrá victorioso. También es llamado Valföðr, («padre de los elegidos»), porque se considera que se convierten en sus hijos adoptivos todos aquellos guerreros que caen heroicamente en el campo de batalla. Bajo estos dos nombres, Odín distribuye en la batalla la victoria y la muerte: ambas cosas son bien recibidas por los guerreros.

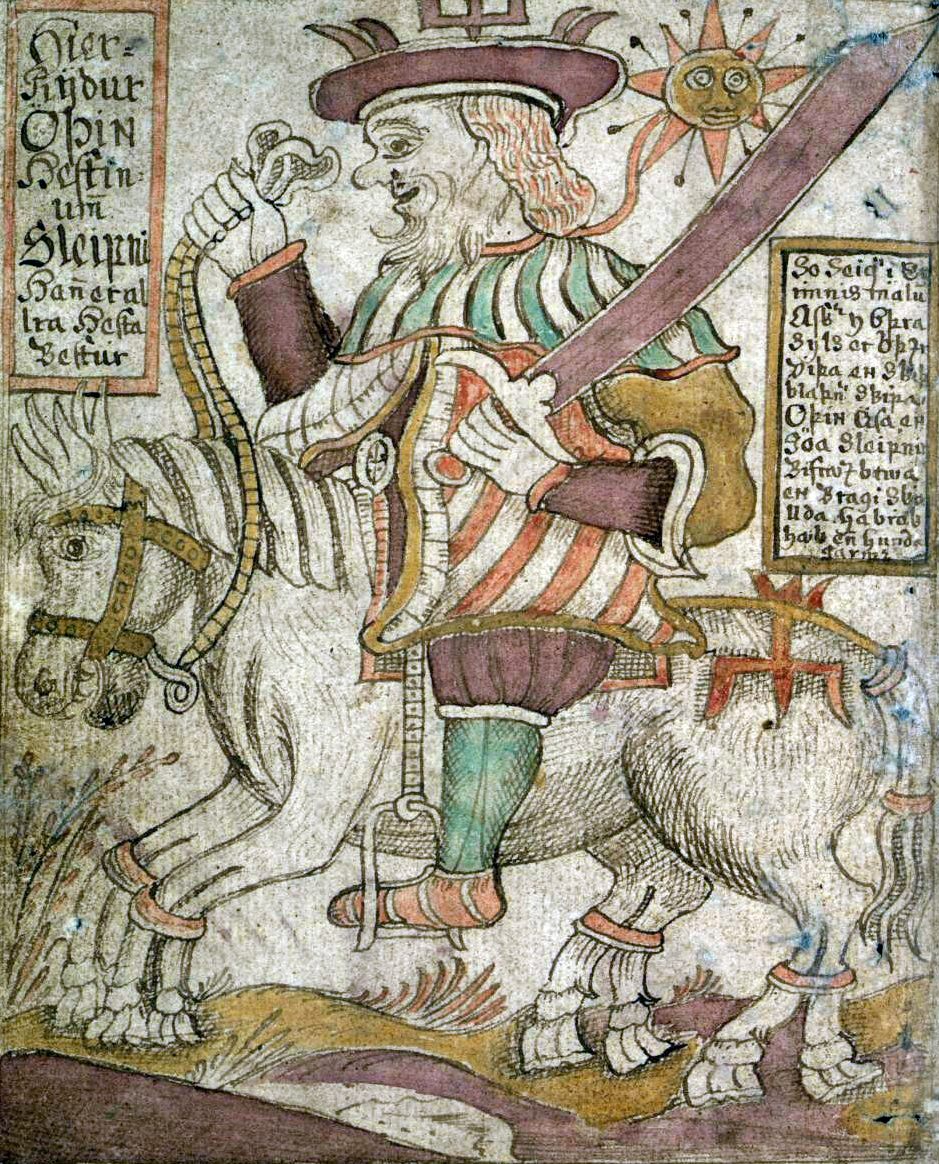
Ilustración del manuscrito islandés SÁM 66 de Odín y Sleipnir

Odín es además un guerrero por excelencia y combate con artes mágicas. Muchos de los epítetos utilizados para describir su carácter belicoso son: Gunnarr ("señor de la batalla"), Göllnir («[quien] está en la contienda»), Þróttr («poderoso»), Foyersðr (" [quien] cabalga en la batalla") y Fráríðr («[quien] avanza cabalgando»).
La infalible lanza que sujeta en su puño fue creada por unos enanos, los famosos artesanos conocidos como los «hijos de Ivaldi», y es llamada Gungnir. Cuando Odín arrojó la lanza dio lugar a la primera guerra del mundo, el conflicto entre los Æsir y los Vanir.
En la víspera de las batallas se vuelve hacia la formación que ha decretado que será derrotada. Por tanto es llamado Dörruðr («[quien] pelea con lanza»), Dresvarpr («[quien] arroja la lanza») y Biflindi («[quien] agita su lanza»). Además posee un casco de oro, razón por la cual a veces es llamado Hjálmberi («[quien] lleva casco»).
Odín resulta aterrador para sus enemigos ya que es un experto en el arte de la transformación. En la guerra tiene el poder de cegar, ensordecer o provocar el pánico en los enemigos así como de aterrorizar sus formaciones y de transformar objetos sencillos tales como ramas en armas mortales. Nadie es capaz de arrojarle una lanza con tal fuerza que él no la pueda detener tan sólo con la mirada. Sus habilidades para la guerra tienen como base la magia y sus conocimientos de hechizos y de las runas.
El propio dios lo admite en Hávamál:
| Það kann ek þriðja: ef mér verðr þörf mikil hafts við mína heiftmögu, eggjar ek deyfi minna andskota, bíta-t þeim vápn né velir. Þat kann ek it fjórða: ef mér fyrðar bera bönd að boglimum, svá ek gel, at ek ganga má, sprettr mér af fótum fjöturr, en af höndum haft. Þat kann ek it fimmta: ef ek sé af fári skotinn flein í folki vaða, fýgr-a hann svá stinnt at ek stöðvig-a-k, ef ek hann sjónum of sék. | 148 El tercero sé: si mucho preciso desafilo las puntas, de las espadas enemigas y a mi adversario, ni armas ni mañas le valen. 149 El cuarto sé: si hombres imponen cepos en mis miembros, canto un conjuro que me hace libre las cadenas saltan de los pies y de las manos los lazos. 150 El quinto sé: si dardo yo veo que busca blanco entre mi gente: ninguno vuela con tal ímpetu, que no pueda detenerlo tan solo con la mirada. |
| Edda poética - Hávamál, estrofas 148-150 | |

A veces elige a algún guerrero devoto y lo protege durante la batalla convirtiéndolo en invulnerable para sus enemigos para que pueda terminar la contienda sano y salvo.
| Þat kann ek it ellifta: ef ek skal til orrostu leiða langvini, und randir ek gel, en þeir með ríki fara heilir hildar til, heilir hildi frá, koma þeir heilir hvaðan. | 156 El undécimo sé: si debo en la batalla conducir a los míos Canto un conjuro tras los escudos y así avanzamos victoriosos entramos salvos a la batalla, salimos salvos de ella, y regresamos sanos de la contienda. |
| Edda poética - Hávamál, estrofa 156 | |

Los devotos a Odín depositaban su confianza en él durante la guerra y lo invocaban como Sigföðr («padre de la victoria»), Sighöfundr ("juez de la victoria"), Sigtýr («dios de la victoria»), Sigþrór («[quien] obtiene victorias») y varios nombres similares. En la tradición hay muchos ejemplos de guerreros que realizaban sacrificios e invocaciones a Odín para tener éxito en las batallas.
Pero para aquellos escogidos por el dios, la victoria y la muerte gloriosa eran deseadas de igual forma. Los guerreros muertos de forma heroica eran adoptados por Odín como sus hijos y los recibía en el Valhalla, donde participaban en un eterno banquete que él presidía. Igualmente se le invocaba como Valföðr («padre de los elegidos»), Valtýr («dios de los elegidos»), Valkjósandi («[quien] elige a los escogidos»), Valþögnir («[quien] recibe a los elegidos») y más nombres de esa naturaleza. A una völva levantada del reino de los muertos, Odín se le presenta como el hijo de Valtamr ("[quien] acostumbra escoger los elegidos "), que también es uno de sus nombres.
El dios establecía a quiénes les tocaba morir en el campo de batalla y eran elegidos para formar las filas de los einherjar, los guerreros destinados a formar el ejército que lucharía a su lado el día del Ragnarök. Así formaba la armada de almas guiadas por el propio Odín, que por esto es llamado Herföðr y Herjaföðr («padre de la formación»), Hertýr («dios de la formación») y Herjann («señor de la formación»).
Relacionado con el culto a Odín se encontraban los grupos de guerreros que entraban en un estado de éxtasis durante la batalla, los úlfheðnar y los berserker, (literalmente «hombres lobo» y «vestidos de oso», respectivamente). Estos grupos de guerreros eran devotos del dios y antes de la batalla entraban en un estado de éxtasis furioso, llamado berserksgangr, en el cual comenzaban a rugir, babear y a morder el borde de los escudos. Luego se arrojaban a la batalla, gritando, agitando sus espadas y hachas, matando a todos los que se acercaran, insensibles al dolor y a la fatiga, hasta que caían extenuados.

## Viajes
Con un sombrero viejo, un abrigo oscuro y a veces con una vara por bastón, Odín es descrito como el dios caminante que transita por los caminos del mundo. Por esto, a veces es llamado Vegtamr («caminante») o Gagnráðr («conocedor del camino»). Por ello, Odín es el dios de los viajeros y de todos los que se desplazan por los caminos del mundo.
Se desplaza por los caminos como un peregrino, ocultando su aspecto y su verdadera naturaleza, siendo algunos epítetos que lo describen, Grímnir («encapuchado»), Lóðungr («[quien lleva] capa») o Hrani («desharrapado»). Aparece generalmente como un hombre de edad, con una larga barba, motivo por el cual también se le llama Hárbarðr («barba gris») o Langbarðr («barba larga»).
Durante sus viajes, muy a menudo, sucedía que para poder pasar la noche pedía hospedaje tanto en residencias de soberanos como en casas de personas humildes. Esta es la razón por la cual, a veces, es llamado también Gestr («huésped») y, de hecho en el pasado, todos los caminantes que reclamaban hospitalidad eran recibidos por temor a que se tratase del dios oculto bajo alguna de sus tantas apariencias.
Bajo el nombre de Grímnir, Odín llegó como huésped al palacio del rey Geirrøðr, quien sospechó de él y lo torturó cruelmente manteniéndolo encadenado entre dos intensos fuegos. Después de revelarle algunos secretos de naturaleza divina y parte de sus numerosos epítetos, Odín se mostró como quien en realidad era; el rey Geirrøðr corrió arrepentido a liberarlo pero tropezó con su espada y murió atravesado por esta.
En la saga de Bárðr, escrita en el siglo XIII, se relata que un jinete tuerto con un ancho sombrero y una capa azul se encontró con un herrero y le pidió que herrase su caballo. El herrero, un tanto suspicaz, preguntó al jinete dónde había pasado la noche anterior; a lo que este le mencionó lugares tan distantes que el herrero lo tomó por un mentiroso. El extraño relató que había pasado mucho tiempo en el norte y que había combatido en muchas batallas, pero que ahora se dirigía a Suecia. Cuando el caballo estuvo herrado, el jinete montó y dijo "soy Odín" al asombrado herrero y se alejó velozmente. Al día siguiente tuvo lugar la batalla de Lena (año 1208). Esta es la última batalla en la cual los escandinavos atribuyeron su victoria a Odín. El depuesto rey sueco Sverker llegó con un gran ejército de daneses y los suecos liderados por el nuevo rey Eric se encontraron superados en número. Se decía que apareció Odín cabalgando en Sleipnir y se colocó al frente de la formación sueca y les dio la victoria. El contexto en el cual se relata esta saga es durante un tratado de paz en Noruega y Odín, un dios de la guerra, ya no tenía mucho que hacer allí.

## Creación
A Odín y a sus hermanos, Vili y Ve, se les atribuye la muerte de Ymir, el gigante primigenio, en la creación del mundo. De la carne de Ymir, los hermanos crearon el Midgard y de los fragmentos de sus huesos y sus dientes hicieron las rocas y las piedras. De la sangre y del sudor de Ymir crearon los ríos y los lagos. Con su cráneo se creó la bóveda del cielo, asegurado en cuatro puntos por cuatro enanos: Nordri, Sudri, Austri y Vestri (norte, sur, este y oeste). Del cerebro de Ymir, formaron las nubes y de sus cejas se crearon las barreras entre el Jötunheim (el hogar de los gigantes) y Midgard, el lugar donde ahora habitan los hombres.
Después de crear la Tierra con los restos de Ymir, los tres hermanos se encontraron con dos troncos (o un fresno y un olmo). Odín les dio el aliento y la vida; Vili les dio un cerebro y sentimientos; y Ve les dio el oído y la vista. Con ello, los troncos se convirtieron en el primer hombre, Ask, y la primera mujer, Embla, y a partir de ellos descienden todos los hombres. Muchos reyes y casas reales clamaban su ascendencia hasta Odín a través de Ask y Embla.

## Genealogía

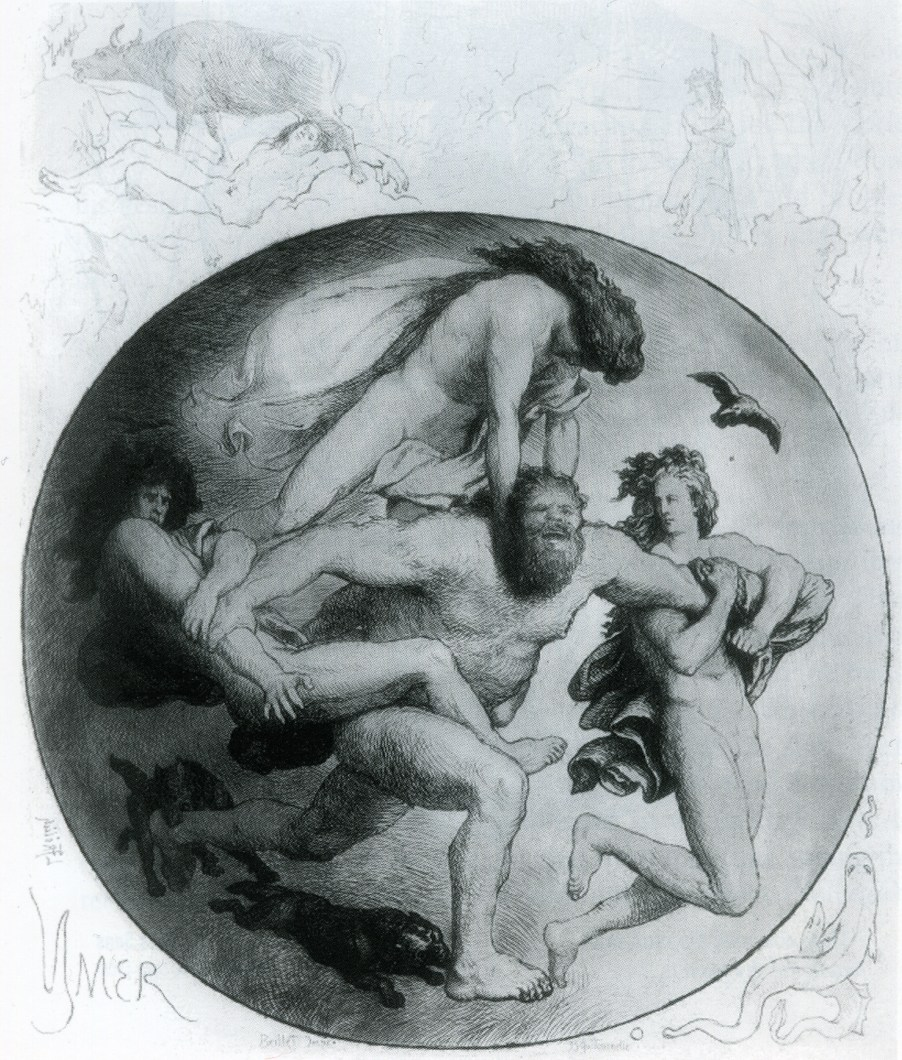
Odín y sus hermanos dando muerte a Ymir. Ilustración de Lorenz Frølich.

### Ascendencia
La ascendencia y los hermanos de Odín, según lo que relata Snorri en Gylfaginning, son:
|  |  |  |  |  |  |  |  |  |  |  |  | Buri | Buri | Buri | Buri | Buri | Buri |  |  |    |    |    |    |    |    |  |  | Bolthorn | Bolthorn | Bolthorn | Bolthorn | Bolthorn | Bolthorn |  |  |  |  |  |  |  |  |  |  |
|  |  |  |  |  |  |  |  |  |  |  |  | Buri | Buri | Buri | Buri | Buri | Buri |  |  |    |    |    |    |    |    |  |  | Bolthorn | Bolthorn | Bolthorn | Bolthorn | Bolthorn | Bolthorn |  |  |  |  |  |  |  |  |  |  |
|  |  |  |  |  |  |  |  |  |  |  |  | Bor  | Bor  | Bor  | Bor  | Bor  | Bor  |  |  |    |    |    |    |    |    |  |  | Bestla   | Bestla   | Bestla   | Bestla   | Bestla   | Bestla   |  |  |  |  |  |  |  |  |  |  |
|  |  |  |  |  |  |  |  |  |  |  |  | Bor  | Bor  | Bor  | Bor  | Bor  | Bor  |  |  |    |    |    |    |    |    |  |  | Bestla   | Bestla   | Bestla   | Bestla   | Bestla   | Bestla   |  |  |  |  |  |  |  |  |  |  |
|  |  |  |  |  |  |  |  |  |  |  |  |      |      |      |      |      |      |  |  |    |    |    |    |    |    |  |  |          |          |          |          |          |          |  |  |  |  |  |  |  |  |  |  |
|  |  |  |  |  |  |  |  |  |  |  |  |      |      |      |      |      |      |  |  |    |    |    |    |    |    |  |  |          |          |          |          |          |          |  |  |  |  |  |  |  |  |  |  |
|  |  |  |  |  |  |  |  |  |  |  |  | Vili | Vili | Vili | Vili | Vili | Vili |  |  | Ve | Ve | Ve | Ve | Ve | Ve |  |  | Odín     | Odín     | Odín     | Odín     | Odín     | Odín     |  |  |  |  |  |  |  |  |  |  |

### Descendencia
La descendencia de Odín es difícil de trazar y bastante confusa, ya que en diferentes textos se mencionan distintos hijos e incluso algunas dinastías reales trazaban su genealogía por distintos personajes hasta Odín. Los tres hijos, universalmente reconocidos en diferentes poemas éddicos y escáldicos, son Thor, Vali y Balder.
Sin embargo, puede agregársele Höðr que en muchos relatos figura como hermano de Balder y es mencionado en Skáldskaparmál con el kenningar de "hijo de Odín". Vidar es mencionado como hijo en Skáldskaparmál, y en el Gylfaginning se le menciona como el hijo silencioso de Odín. Hermod es mencionado como hijo en varios poemas, pero en el Codex Regius se le interpreta como sirviente de Odín, aunque al final de la obra se le menciona como hermano de Balder. En el poema éddico Hárbardsljód, Meili es mencionado por Thor como su hermano. Tyr figura en la Edda prosaica como hijo de Odín, sin embargo en la Edda poética, en Hymiskviða se le menciona como hijo de Hymir.
Una genealogía probable sería:
|  |  |  |  |       |       | Jörd  | Jörd  | Jörd  | Jörd  | Jörd | Jörd |      |      |      |      |      |      | Odín | Odín | Odín | Odín | Odín | Odín |        |        |        |        |        |        | Frigg | Frigg | Frigg | Frigg | Frigg | Frigg |      |      |  |  |        |        |        |        |        |        |
|  |  |  |  |       |       | Jörd  | Jörd  | Jörd  | Jörd  | Jörd | Jörd |      |      |      |      |      |      | Odín | Odín | Odín | Odín | Odín | Odín |        |        |        |        |        |        | Frigg | Frigg | Frigg | Frigg | Frigg | Frigg |      |      |  |  |        |        |        |        |        |        |
|  |  |  |  |       |       |       |       |       |       |      |      |      |      |      |      |      |      |      |      |      |      |      |      |        |        |        |        |        |        |       |       |       |       |       |       |      |      |  |  |        |        |        |        |        |        |
|  |  |  |  |       |       |       |       |       |       |      |      |      |      |      |      |      |      |      |      |      |      |      |      |        |        |        |        |        |        |       |       |       |       |       |       |      |      |  |  |        |        |        |        |        |        |
|  |  |  |  |       |       |       |       |       |       |      |      |      |      |      |      |      |      |      |      |      |      |      |      |        |        |        |        |        |        |       |       |       |       |       |       |      |      |  |  |        |        |        |        |        |        |
|  |  |  |  | Meili | Meili | Meili | Meili | Meili | Meili |      |      | Thor | Thor | Thor | Thor | Thor | Thor |      |      |      |      |      |      | Hermod | Hermod | Hermod | Hermod | Hermod | Hermod |       |       | Höðr  | Höðr  | Höðr  | Höðr  | Höðr | Höðr |  |  | Balder | Balder | Balder | Balder | Balder | Balder |

|  |  |  |  |  |  | Gríðr | Gríðr | Gríðr | Gríðr | Gríðr | Gríðr |       |       |       |       |       |       | Odín | Odín | Odín | Odín | Odín | Odín |      |      |      |      |      |      | Rind | Rind | Rind | Rind | Rind | Rind |  |  |  |  |  |  |  |  | Odín | Odín | Odín | Odín | Odín | Odín |       |       |       |       |       |       | Gunnlod | Gunnlod | Gunnlod | Gunnlod | Gunnlod | Gunnlod |
|  |  |  |  |  |  | Gríðr | Gríðr | Gríðr | Gríðr | Gríðr | Gríðr |       |       |       |       |       |       | Odín | Odín | Odín | Odín | Odín | Odín |      |      |      |      |      |      | Rind | Rind | Rind | Rind | Rind | Rind |  |  |  |  |  |  |  |  | Odín | Odín | Odín | Odín | Odín | Odín |       |       |       |       |       |       | Gunnlod | Gunnlod | Gunnlod | Gunnlod | Gunnlod | Gunnlod |
|  |  |  |  |  |  |       |       |       |       |       |       |       |       |       |       |       |       |      |      |      |      |      |      |      |      |      |      |      |      |      |      |      |      |      |      |  |  |  |  |  |  |  |  |      |      |      |      |      |      |       |       |       |       |       |       |         |         |         |         |         |         |
|  |  |  |  |  |  |       |       |       |       |       |       | Vidar | Vidar | Vidar | Vidar | Vidar | Vidar |      |      |      |      |      |      | Vali | Vali | Vali | Vali | Vali | Vali |      |      |      |      |      |      |  |  |  |  |  |  |  |  |      |      |      |      |      |      | Bragi | Bragi | Bragi | Bragi | Bragi | Bragi |         |         |         |         |         |         |

## Posesiones

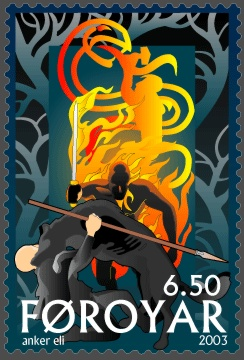
La muerte de Odín por Fenrir en un sello postal feroés

Odín tenía tres residencias en el Asgard. Primero estaba Glaðsheimr, un amplio salón donde presidía sobre los doce diar o jueces y donde se regulaban los asuntos del Asgard. Luego estaba, Valaskjálf, que era donde se encontraba su trono, Hliðskjálf, construido enteramente de plata. Por último estaba el Valhalla, donde recibía las almas de los guerreros muertos.
Las almas de las guerreras y de aquellas mujeres fuertes y bellas que Odín favorecía se convertían en sus hijas, las valquirias, que recogían las almas en los campos de batalla y servían en el Valhalla ("salón de los caídos en combate"). Este enorme palacio tenía quinientas cuarenta puertas y por cada una de ellas podían pasar ochocientos guerreros en formación. Además estaba cubierto de oro, con lanzas y escudos dorados colgando de sus paredes.
También tenía numerosos objetos mágicos que eran asociados con él, como su lanza, Gungnir, que nunca fallaba en su blanco y un anillo de oro, Draupnir, el cual cada nueve noches producía ocho nuevos anillos. Gungnir y Draupnir fueron regalos de Loki y Brok respectivamente.

## Animales
Odín tiene como séquito diferentes animales. Los más conocidos son sus dos cuervos llamados Hugin y Munin, los cuales envía cada mañana a volar, en direcciones opuestas, rodeando el mundo para que cuando regresen por la tarde se posen sobre sus hombros y le susurren al oído lo que han visto. También posee dos lobos llamados Geri y Freki, a los cuales les da lo que le corresponde como almuerzo en el Valhalla, ya que él se alimenta exclusivamente de hidromiel y vino.
| Gera ok Freka seðr gunntamiðr hróðigr Herjaföður; en við vín eitt vápngöfugr Óðinn æ lifir. Huginn ok Muninn fljúga hverjan dag Jörmungrund yfir; óumk ek of Hugin, at hann aftr né komi-t, þó sjámk meir of Munin. | 19. Geri y Freki nutre, el guerrero famoso, el glorioso Heriaföðr. y solo con vino, el dios de las armas, Odín, vive por siempre. 20. Hugin y Munin vuelan todos los días alrededor del mundo temo menos por Hugin de que no regrese, aún más temo por Munin. |
| Edda poética - Grímnismál, estrofas 19 y 20. | |

La relación existente entre Odín con los cuervos, además de ser habitual para un dios de la guerra, también lo es para un dios de la muerte, ya que los cuervos generalmente se alimentaban de los cadáveres de los campos de batalla.
Se cree que el estandarte del cuervo que algunos jefes tribales nórdicos portaban en combate era un símbolo del dios, para que los protegiese e inspirase temor en los enemigos.
Los lobos al igual que los cuervos también se relacionaban con la batalla; algunos de los kenningars, que se utilizaron en la poesía escáldica para hacer referencia a esta son «festín de cuervos» o «festín de lobos».
Otro animal que siempre se encuentra asociado a Odín es su caballo gris de ocho patas, llamado Sleipnir, que le permite viajar velozmente por la tierra, el aire y el mar. Fue un obsequio de Loki y nació como fruto de la unión de Loki (momentáneamente convertido en yegua) y Svadilfari, el caballo del gigante que construyó parte de las murallas del Asgard.

## Nombres

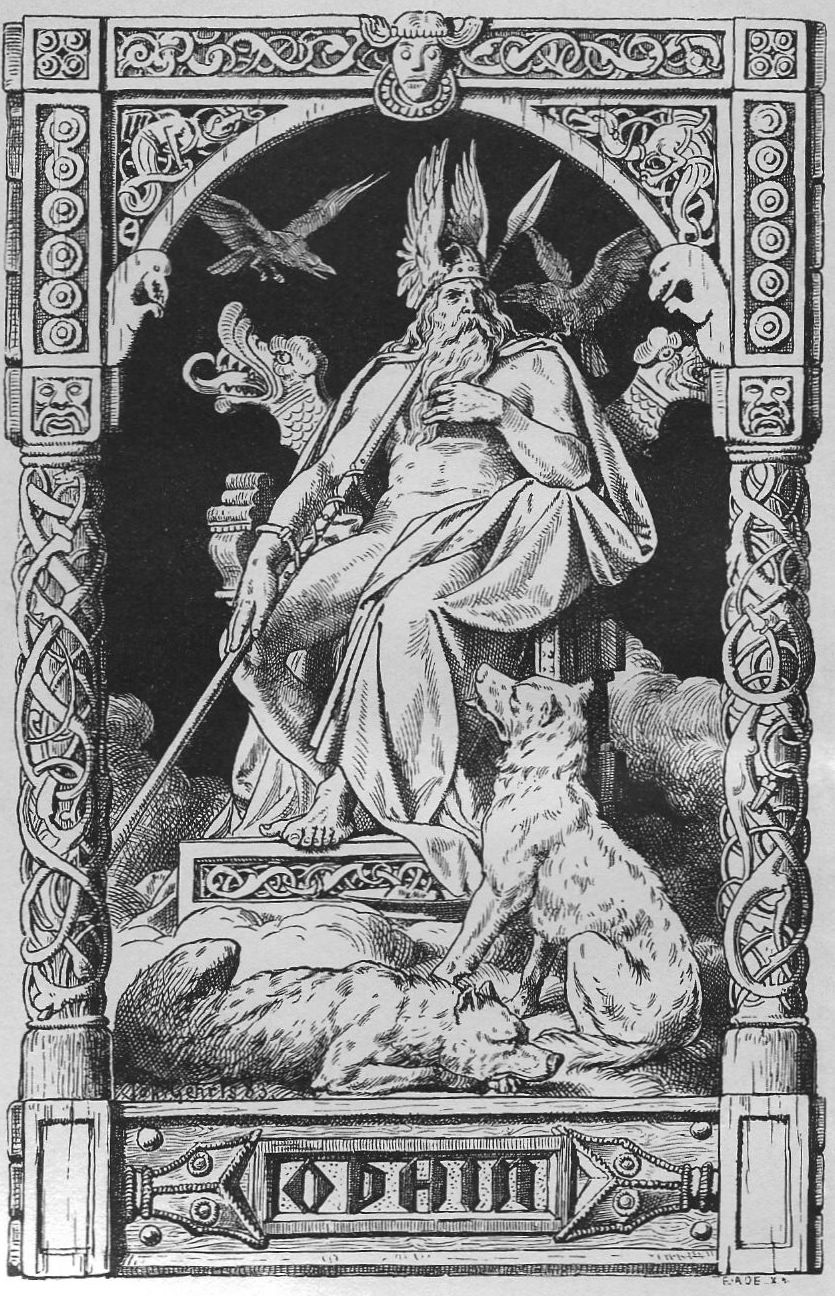
Ilustración del año 1888 realizada por Johannes Gehrts donde se muestra una variación en el nombre. El mismo es escrito como Odhin, con una «h» intercalada entre las letras «d» e «i».

Los nórdicos le dieron a Odín muchos sobrenombres lo cual, por otro lado, era parte de la tradición del uso de kenningars por parte de los escaldos y era un método poético de referencia indirecta. El nombre Alföðr («padre de todos») aparece en la Edda poética de Snorri Sturluson. Probablemente en su origen hacía referencia a Tiwaz, ya que se relaciona mejor la idea de un «dios del cielo» con el epíteto de «padre de todos». De acuerdo a Bernhard Severin Ingemann, se conoce a Odín en la mitología de los wendos como Woda o Waidawut.
Odín también es la divinidad nórdica con el mayor número de nombres, hasta el punto de que, a veces, no es fácil distinguir entre el nombre verdadero y los epítetos. En muchos casos se ignora la etimología de alguno de los nombres. En la Edda prosaica, en la estrofa 19 hay una extensa lista de sus nombres, tomados del poema éddico Grímnismál 46-50 y 54:
| Hétumk Grímr, hétumk Gangleri, Herjann ok Hjalmberi, Þekkr ok Þriði, Þundr ok Uðr, Herblindi ok Hár; Saðr ok Svipall ok Sanngetall, Herteitr ok Hnikarr, Bileygr, Báleygr Bölverkr, Fjölnir, Grímr ok Grímnir, Glapsviðr ok Fjölsviðr; Síðhöttr, Síðskeggr, Sigföðr, Hnikuðr, Alföðr, Valföðr, Atríðr ok Farmatýr; einu nafni hétumk aldregi, síz ek með folkum fór. Grímni mik hétu at Geirröðar, en Jálk at Ásmundar, enn þá Kjalar, er ek kjálka dró; Þrór þingum at, Viðurr at vígum, Óski ok Ómi, Jafnhár ok Biflindi, Göndlir ok Hárbarðr með goðum; Sviðurr ok Sviðrir er ek hét at Sökkmímis, ok dulðak þann inn aldna jötun, þá er ek Miðvitnis vark ins mæra burar orðinn einbani. Óðinn ek nú heiti, Yggr ek áðan hét, hétumk Þundr fyr þat, Vakr ok Skilfingr, Váfuðr ok Hroftatýr, Gautr ok Jalkr með goðum, Ófnir ok Sváfnir, er ek hygg, at orðnir sé allir af einum mér. | 46. Me llamo Grímr, me llamo Gangleri, Herian y Hiálmberi, Þekkr y Þriði, Þuðr y Uðr, Helblindi y Hár; 47. Saðr y Svipall y Sanngetall, Herteitr y Hnikarr, Bileygr, Báleygr Bölverkr, Fiölnir, Grímr y Grímnir, Glapsviðr y Fiölsviðr; 48. Síðhöttr', Síðskeggr, Sigföðr, Hnikuðr, Allföðr, Valföðr, Atríðr y Farmatýr; con un solo nombre no me llamo más cuando viajo entre la gente. 49. Grímnir me llamaron en la casa de Geirröðr, y Iálkr en la de Ásmundr, y también Kialarr, cuando tiraba un trineo, Þrór en la asamblea Viðurr en la batalla, Óski y Ómi, Iafnhár y Biflindi, Göndlir y Hárbarðr entre los dioses; 50. Sviðurr y Sviðrir soy llamado en lo de Søkkmímir, y engañé a aquel viejo gigante cuando del pródigo hijo de Miðviðnir me convertí en su único matador. 54. Óðinn me llamo ahora, Yggr me llamé antes; aún antes fui llamado Þundr, Vakr y Skilfingr, Váfuðr y Hroptatýr, Gautr y Iálkr entre los dioses, Ofnir y Svafnir, creo que todos se hicieron uno solo en mí. |  |
| Hétumk Grímr, hétumk Gangleri, Herjann ok Hjalmberi, Þekkr ok Þriði, Þundr ok Uðr, Herblindi ok Hár; Saðr ok Svipall ok Sanngetall, Herteitr ok Hnikarr, Bileygr, Báleygr Bölverkr, Fjölnir, Grímr ok Grímnir, Glapsviðr ok Fjölsviðr; Síðhöttr, Síðskeggr, Sigföðr, Hnikuðr, Alföðr, Valföðr, Atríðr ok Farmatýr; einu nafni hétumk aldregi, síz ek með folkum fór. Grímni mik hétu at Geirröðar, en Jálk at Ásmundar, enn þá Kjalar, er ek kjálka dró; Þrór þingum at, Viðurr at vígum, Óski ok Ómi, Jafnhár ok Biflindi, Göndlir ok Hárbarðr með goðum; Sviðurr ok Sviðrir er ek hét at Sökkmímis, ok dulðak þann inn aldna jötun, þá er ek Miðvitnis vark ins mæra burar orðinn einbani. Óðinn ek nú heiti, Yggr ek áðan hét, hétumk Þundr fyr þat, Vakr ok Skilfingr, Váfuðr ok Hroftatýr, Gautr ok Jalkr með goðum, Ófnir ok Sváfnir, er ek hygg, at orðnir sé allir af einum mér. | 46. Me llamo Grímr, me llamo Gangleri, Herian y Hiálmberi, Þekkr y Þriði, Þuðr y Uðr, Helblindi y Hár; 47. Saðr y Svipall y Sanngetall, Herteitr y Hnikarr, Bileygr, Báleygr Bölverkr, Fiölnir, Grímr y Grímnir, Glapsviðr y Fiölsviðr; 48. Síðhöttr', Síðskeggr, Sigföðr, Hnikuðr, Allföðr, Valföðr, Atríðr y Farmatýr; con un solo nombre no me llamo más cuando viajo entre la gente. 49. Grímnir me llamaron en la casa de Geirröðr, y Iálkr en la de Ásmundr, y también Kialarr, cuando tiraba un trineo, Þrór en la asamblea Viðurr en la batalla, Óski y Ómi, Iafnhár y Biflindi, Göndlir y Hárbarðr entre los dioses; 50. Sviðurr y Sviðrir soy llamado en lo de Søkkmímir, y engañé a aquel viejo gigante cuando del pródigo hijo de Miðviðnir me convertí en su único matador. 54. Óðinn me llamo ahora, Yggr me llamé antes; aún antes fui llamado Þundr, Vakr y Skilfingr, Váfuðr y Hroptatýr, Gautr y Iálkr entre los dioses, Ofnir y Svafnir, creo que todos se hicieron uno solo en mí. |  |
| Edda poética - Grímnismál, estrofas 46-50, 54 | |  |

## Culto

### Orígenes

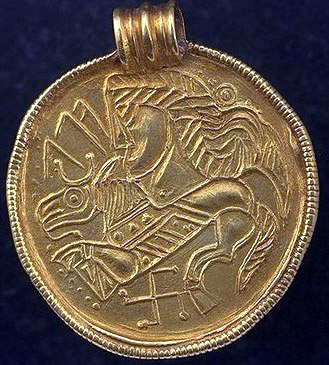
Bracteato escandinavo de oro, del, con la imagen de Odín.

La adoración de Odín data del paganismo protogermánico. El historiador romano Tácito en su obra De Origine et situ Germanorum menciona que los germanos adoran y hacen sacrificios a Mercurio. Pablo el Diácono, a finales del siglo VIII en su Historia gentis Langobardorum relata que Odín (Guodan) era el dios principal de los lombardos e identificaba a Odín también con Mercurio. Además se han asociado ciertos paralelismos entre Odín y el dios celta Lug: ambos son dioses intelectuales, dominando la magia y la poesía; ambos tienen cuervos y una lanza, y ambos son tuertos. Julio César en De Bello Gallico menciona que Mercurio es el dios principal de la religión celta.
El motivo por el cual se les asociaba es, que al igual que Mercurio, Odín era considerado como un psicopompo, "líder de las almas". Era común que los historiadores de la época creyeran que las deidades de otros pueblos y culturas eran sus propios dioses bajo diferentes nombres.

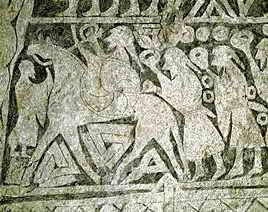
La Piedra de Tängelgårda, del, muestra a Odín liderando guerreros con anillos. Los símbolos del valknut se distinguen bajo del caballo.

Un contexto que podría haber dado lugar a la difusión de elementos de rituales celtas en la cultura germánica pudo haberse dado en el pueblo chatti, que vivió en las fronteras entre los celtas y los germanos, en Hesse, durante los primeros siglos de la era cristiana. Odín en su forma protogermánica no era la de un dios jefe, sino que gradualmente fue sustituyendo a Tyr durante el periodo de las grandes migraciones.
El nombre de Óðinn puede encontrarse en ilustraciones, estelas rúnicas y bracteatos pertenecientes al periodo de las grandes migraciones, durante la era de Vendel describiendo escenas que pueden ser comparadas con los textos e ilustraciones del Medioevo nórdico. El contexto de nuevas élites emergiendo en este periodo concuerda con el relato de Snorri Sturluson de que los Vanir, autóctonos, fueron reemplazados por los Æsir, intrusos continentales.
Algunos eruditos han relacionado con Odín con las características de un "Dios de la Muerte". Algunos de ellos como Jan de Vries y Thor Templin, relacionan a Loki y a Odín como un solo individuo hasta el comienzo del periodo nórdico.
De acuerdo a lo que se relata en la saga de los Ynglings, el Asgard era un lugar de solemnes sacrificios que eran presididos por doce sacerdotes (llamados díar o drótnar) quienes eran al mismo tiempo encargados de las decisiones y de los juicios. Desde un punto de vista evemerista podrían haber sido sacerdotes o jefes tribales que luego fueron divinizados, pero esto es imposible de probar. En el caso de Odín se dice que sintiéndose próximo a la muerte, abandonó Suecia y regresó a su antiguo país de origen, llamado Goðheimr ("país del dios"), y sus seguidores creyeron que en realidad había regresado al Ásgarðr para vivir eternamente.

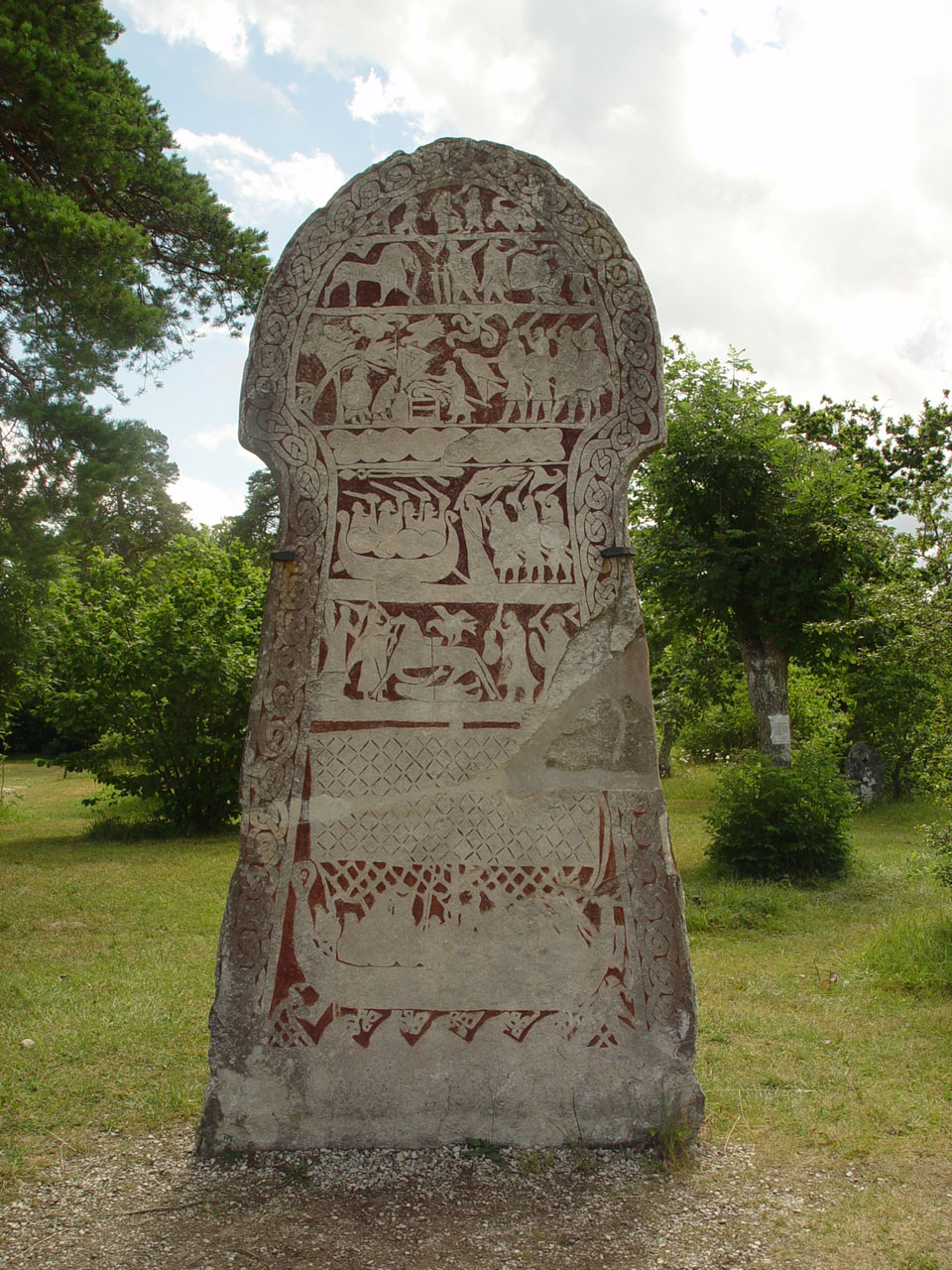
Escenas de sacrificios en las Piedras de Stora Hammars, Gotlandia, Suecia.

A pesar de que en el imaginario popular a veces Odín es considerado como el dios principal del panteón nórdico, este papel lo adquiere en los últimos siglos de auge del politeísmo en el norte de Europa. Se presume que el culto a Odín se originó en Dinamarca alrededor del siglo IV y que luego se difundió por la península escandinava, con mucha mayor incidencia en Suecia que en Noruega.
Sin embargo, es más difícil encontrar muestras del culto en Islandia (aún estudiando la toponimia) donde el culto a Thor era el prevalente. Una de las sospechas es que los emigrantes escandinavos que colonizaron Islandia eran más devotos a Thor y a divinidades relacionadas con la agricultura como Freyja y Njörðr. Esto marca un contraste entre quienes abandonaron la península, poblando Islandia, y el causante de estas migraciones, el primer rey de Noruega, Haraldr Hárfagri (Harald "Cabellera Hermosa"), ferviente adorador de Odín.
En la mitología nórdica, también se le refiere como el dios de los rayos del sol y dios de la arquería.
En general, al ser Odín un dios de la guerra y de las artes mágicas, era particularmente importante para guerreros y para algunos individuos marginales de la sociedad. Los granjeros y pescadores preferían a divinidades como Thor, Njörðr o de la fertilidad como Freyja o Freyr. Odín era particularmente venerado durante los comienzos de la época vikinga durante el periodo de los saqueos y pillajes de las costas del norte de Europa.

### Sacrificios humanos
En algunas ocasiones, antes o después de los combates, se realizaba el sacrificio de algunos prisioneros en honor a Odín. Es probable que el hombre de Tollund, encontrado en Jutlandia, desnudo y ahorcado junto con otros sea un caso de este tipo de sacrificios. En el caso particular de los sacrificios a Odín, las técnicas utilizadas eran ahorcamientos, empalamientos con lanzas afiladas o cremaciones. La saga Orkneyinga es una de las fuentes que cita un ritual muy poco usual llamado águila de sangre, y que consistía en la separación y sucesiva apertura de las costillas en la columna vertebral.

### Blóts
Se atestigua en fuentes primarias que se hacían sacrificios a Odín durante los blóts. Adán de Bremen relata que cada nueve años, la gente de toda Suecia se reunía para realizar sacrificios en el Templo de Upsala. Hombres tomados como esclavos y machos de cada especie eran sacrificados y colgados en las arboledas sagradas cerca de los templos recordando el sacrificio que realizara el dios para obtener las runas.
Dado que los suecos tenían el derecho no solo de elegir a su rey sino también de deponerlo, las sagas relatan que tanto el rey Domalde como el rey Olof Trätälja fueron sacrificados en honor a Odín después de una serie de años de hambruna. Se ha argüido respecto a que el matar a un oponente en la batalla era también una forma de ofrecer un sacrificio. La inconstancia del dios en la batalla está muy bien documentada y en Lokasenna, Loki se burla de Odín por su actitud cambiante.
A veces se ofrecían sacrificios para que cambiara las circunstancias del momento. Un ejemplo notable de ello es el sacrificio del rey Víkar que es detallado en la Saga de Gautrek y por Saxo Grammaticus. Los marineros de una flota cuyo rumbo estaba siendo cambiado por el viento comenzaron a jugarse al azar qué miembros de la propia tripulación sacrificarían a Odín para que abatiese los vientos. El mismo rey echó suertes y fue colgado.
Los sacrificios a Odín probablemente se realizaban al principio del verano, ya que la saga de los Ynglings afirma que unos de los más grandes festivales del calendario era at sumri, þat var sigrblót «en verano, para la victoria». La saga de los Ynglings también da detalles de los sacrificios realizados por el rey sueco Aun, a quien se le reveló que extendería su vida si sacrificaba un hijo cada diez años. Según la saga, nueve de sus diez hijos ya habían muerto sacrificados, pero cuando estaba a punto de sacrificar a su último hijo, Egil, los suecos lo detuvieron.

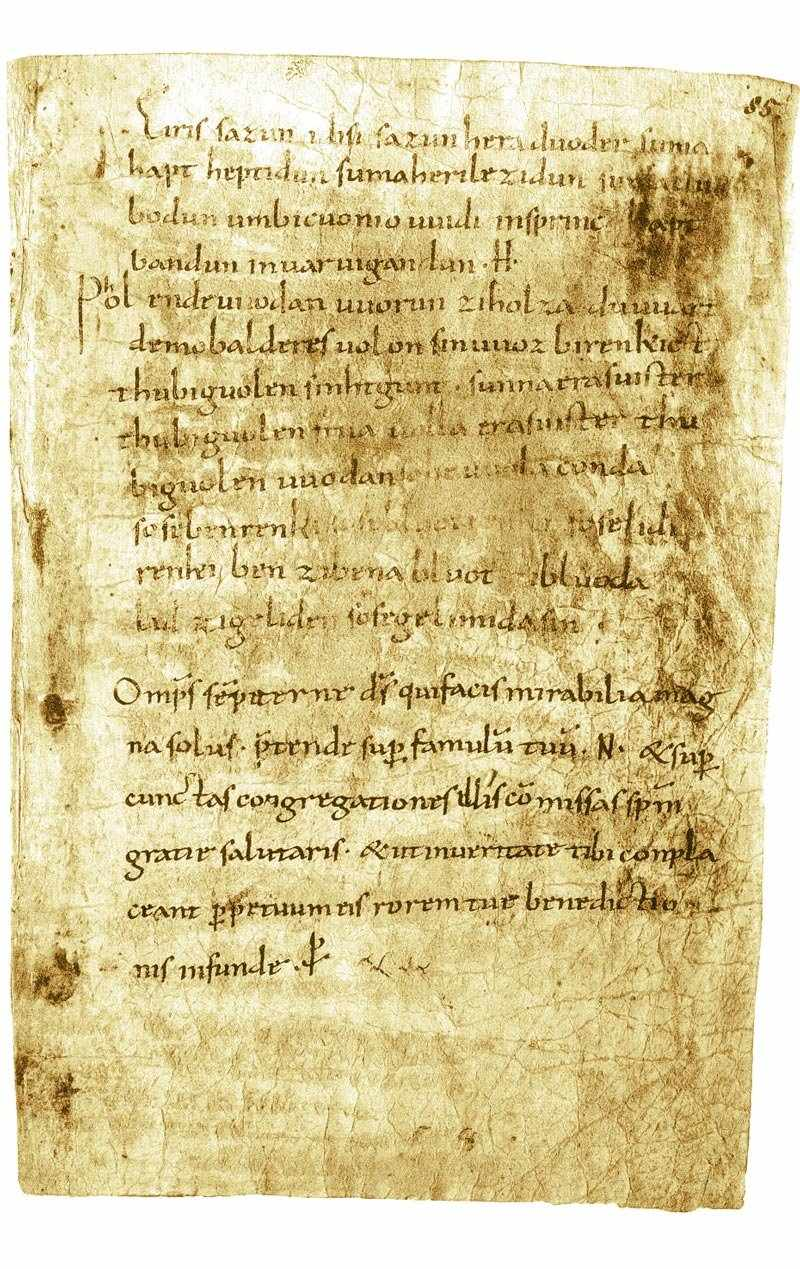
Conjuros de Merseburgo del

### Llegada del cristianismo
Durante la cristianización, la adoración de divinidades nórdicas, y entre ellas a Odín, fue evolucionando dependiendo de como se viese al cristianismo por parte de los paganos. Mientras que durante las Guerras Sajonas, Odín era visto como un demonio por los francos; para los lombardos cristianos era considerado el Arcángel Miguel; para los anglosajones como Alfredo el Grande era el fundador de su dinastía (la Casa de Wessex) y si bien se le consideraba un dios, era uno del pasado y menor al Creador, el cual era Cristo.
Una muestra clara de la continuación de las tradiciones de la mitología nórdica son los Encantamientos de Merseburg, el único texto en antiguo alto alemán con ejemplos de creencias paganas y en donde se cita a Uuôdan que es identificado como Wodan.

### Actualidad
Desde la segunda mitad del siglo XX una nueva religión neopagana surge rememorando la antigua tradición nórdica y germánica. Los que siguieron la tradición nórdica llamaron a este culto Ásatrú (en islandés "Fidelidad a los dioses") y los que siguieron la tradición germánica lo llamaron Odinismo por el rol central que cumple Odín en esta religión. Asimismo, más tarde sería fundado el Wotanismo (nombre derivado de Wotan, término tradicional germánico utilizado para el nombre de Odín), una religión que incorpora creencias y prácticas extraídas de los teutones y otras tribus germánicas.
Los orígenes del Odinismo se remontan al trabajo del australiano Alexander Rud Mills quien en la década de 1930 fundó la primera Iglesia anglicana de Odín.
El primer país en donde el Ásatrú fue reconocido como una religión fue Islandia en 1972, tras los esfuerzos del poeta islandés Sveinbjörn Beinteinsson. Este fundó el grupo Ásatrúarmenn ('Los hombres que confían en los dioses'), actualmente llamado Ásatrúarfélagið (Asociación de los que confían en los dioses). Esta corriente espiritual busca recuperar las tradiciones y religión de los pueblos nórdicos.
Hoy en día esta religión es reconocida oficialmente en Islandia, Noruega, Dinamarca, Suecia y España pero el culto está presente y organizado en Gran Bretaña, Francia, Bélgica, Holanda, Alemania, Italia, Estados Unidos y otros países.
En cuanto al Wotanismo, es difícil aclarar las circunstancias que llevaron a su creación. Pues, podemos suponer que surgió espontáneamente como una forma de adoración y creencia en las antiguas religiones paganas. O como una separación, debido a discrepancias con las anteriores religiones neopaganas.

## En la cultura popular
Con el resurgimiento vikingo romántico de comienzos a mediados del siglo XIX, la popularidad de la figura de Odín aumentó nuevamente:
- Música inspirada por o para el dios incluye los ballets Odins Schwert (1818) y Orfa (1852) de J. H. Stunz.
- Odín (Wotan) es uno de los principales protagonistas de la serie de óperas épicas de Richard Wagner, Der Ring des Nibelungen (1848–1874).[66] Esta representación en particular influyó en muchos escritores de ficción y ha resultado en variadas referencias y alusiones en diferentes medios
- La novela American Gods (2001) de Neil Gaiman, está protagonizada por Odín llamado "Mr. Wednesday", donde viaja a lo largo de los Estados Unidos, en una particular lucha que enfrenta a antiguos y nuevos dioses. Ian McShane representará Mr. Wednesday en la adaptación de la novela para la serie de 2017.[67]
- Varios personajes de las novelas de ficción J. R. R. Tolkien fueron inspirados en el dios Odín. La apariencia del mago Gandalf, está particularmente inspirada en el Odín «peregrino», además otros aspectos del dios han influenciado a otros personajes como Saruman o Manwë.[68]
- Odín también tiene una versión suya en Marvel Comics, en la serie The Mighty Thor y en varias películas de Marvel como Thor, Thor: El mundo Oscuro o Thor: Ragnarok. La representación de Odín de la serie se basa en la mitología nórdica, pero con considerables modificaciones.
- El relato corto de Robert E. Howard, The Cairn on the Headland incluye una descripción particularmente negativa de Odín, como una fuerza demoníaca malévola que había sido enterrada durante cientos de años bajo un misterioso hechizo y a la que se le impide en el último momento que surja y cause estragos en la moderna Dublín.
- La historia de viajes en el tiempo de Poul Anderson titulada "The Sorrow of Odin the Goth", afirma que Odín fue un viajero en el tiempo americano del siglo veinte, que buscó estudiar la cultura de los antiguos godos y terminó siendo considerado como un dios, empezando así el mito que conocemos hoy.
- En la historia alternativa de Eric Norden, The Ultimate Solution, Alemania gana la Segunda Guerra Mundial y conquista la mayor parte del mundo —donde los alemanes victoriosos se embarcan, entre otras cosas, en la agresiva promoción de "La Religión Odinista" para finalmente desplazar al Cristianismo—. Al usar el nombre de Odín, la religión racial nacionalsocialista representada tiene poco en común con la religión nórdica original.
- En el videojuego Fire Emblem Fates, representando a uno de los vasallos de la familia real de Nohr.
- En el videojuego Assassin's Creed: Valhalla aparece como uno de los Isu, comunicándose con Eivor en momentos importantes de la trama.
- Es el antagonista principal de God of War: Ragnarök

## Toponimia

### Escandinavia
En el norte de Europa se encuentran muchos topónimos que recuerdan a la divinidad nórdica. El texto en cursiva indica el nombre antiguo:
Dinamarca
- Odense (Odins Vi, "santuario de Odín")
- Odinshøj: (colina de Odín)
- Onsbjerg: (colina de Odín)

Finlandia
- Udensö: ("isla de Uden", llamada de manera alternativa hasta 1785 "isla de Odín")

Noruega
- Onsøy: (Óđinsøy - isla de Odín), nombre de una península (y nombre de una parroquia y de una municipalidad antigua) en el condado de Østfold.

Suecia
- Onsala (Halland), Odensala (Uppland, Sigtuna kommun): Sala de Odín.
- Odensåker (Västergötland): Campo de Odín.
- Odensvi (Småland), Odensvi (Västmanland): santuario de Odín.
- Onslunda (Skåne): arboleda de Odín.

### Resto de Europa

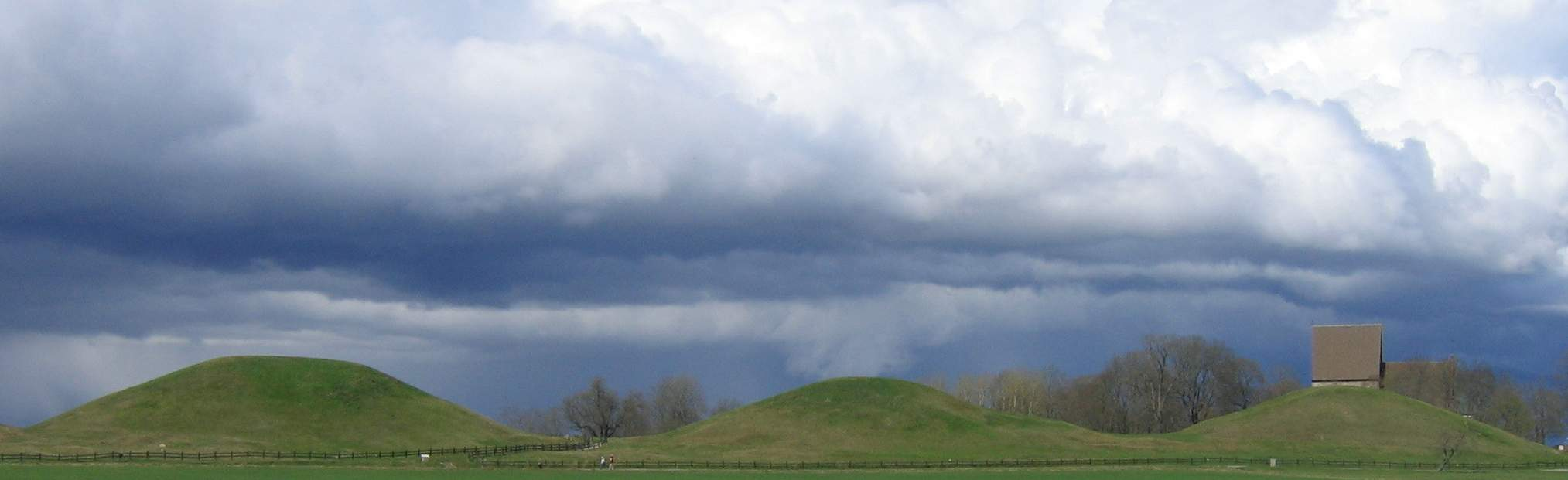
Tres grandes "túmulos reales" (kungshögarna) en Gamla Uppsala, Suecia. Tumbas del siglo V inspiradas por Odín según la saga Ynglinga.

Francia
- Audinghen (Odingham),
- Audembert (Odinberg)
- Vatan igual a Wotan

Inglaterra (relacionado con Wodan)
- Wednesfield
- Wednesbury

Alemania
- Odenwald: (bosque de Odín)
- Godesberg:
- Wodenesberg
- Odisheim
- Wodensbolt

### Resto del mundo
Australia
- Woden Valley, un distrito de Canberra

Canadá
- Monte Odín, en la isla de Baffin, en Nunavut